# Atlantis (journal)
Pour les articles homonymes, voir Atlantis.
L'Atlantis est le premier quotidien de langue grecque publié avec succès aux États-Unis. Le journal est fondé en 1894 par Solon J. et Demetrius J. Vlasto, descendants de la famille noble grecque Vlasto. Le journal reste dirigé par un membre de la famille Vlasto jusqu'à ce qu'il cesse ses publications en 1973. Publié à New York, il a une diffusion et une influence nationales. Atlantis soutient la faction royaliste dans la politique grecque jusqu'au milieu des années 1960. Les thèmes éditoriaux de l'Atlantis comprennent la naturalisation, l'aide à la guerre, les intérêts commerciaux des Gréco-Américains et l'unité religieuse grecque.